# نیروگاه برق آبی نخولا بی
نیروگاه برق آبی نخولا بی (به لاتین: Nkhula B Hydroelectric Power Station) یک نیروگاه برقابی در مالاوی است که در بخش ننو واقع شده‌است.